# Shōji Jō
Shōji Jō (jap. 城 彰二, Jō Shōji; * 17. Juni 1975 in Muroran) ist ein ehemaliger japanischer Fußballspieler.

## Nationalmannschaft
1995 debütierte Jō für die japanische Fußballnationalmannschaft. Mit der japanischen Nationalmannschaft qualifizierte er sich für die Fußball-WM 1998. Jō bestritt 35 Länderspiele und erzielte dabei sieben Tore.

## Errungene Titel
- J. League Cup: 2001